# Стритстайл
Стритстaйл, или Стритвир (англ. street-style, англ. streetwear [ˈstriːtˌwɛə]) — уличный стиль одежды, особый вид уличной моды (или стрит-фешен, от англ. street fashion). Уходит своими корнями к культуре сёрферов и скейтбордистов западного побережья Калифорнии, позднее расширившись и вобрав в себя элементы хип-хоп моды, японской уличной моды и высокой моды от кутюр. 
В 2011 году журнал «Complex» назвал Stüssy, Supreme и A Bathing Ape главными брендами streetwear.

## История
Как и со многими другими культурными движениями, пришедшими из низов, время возникновения понятия уличного стиля одежды трудно определить. Стритстайл непрерывно эволюционирует в плане стиля и творческой составляющей, равно как и другие уличные тенденции, концентрируясь на повседневной, удобной одежде: джинсах, футболках, кепках и кроссовках.

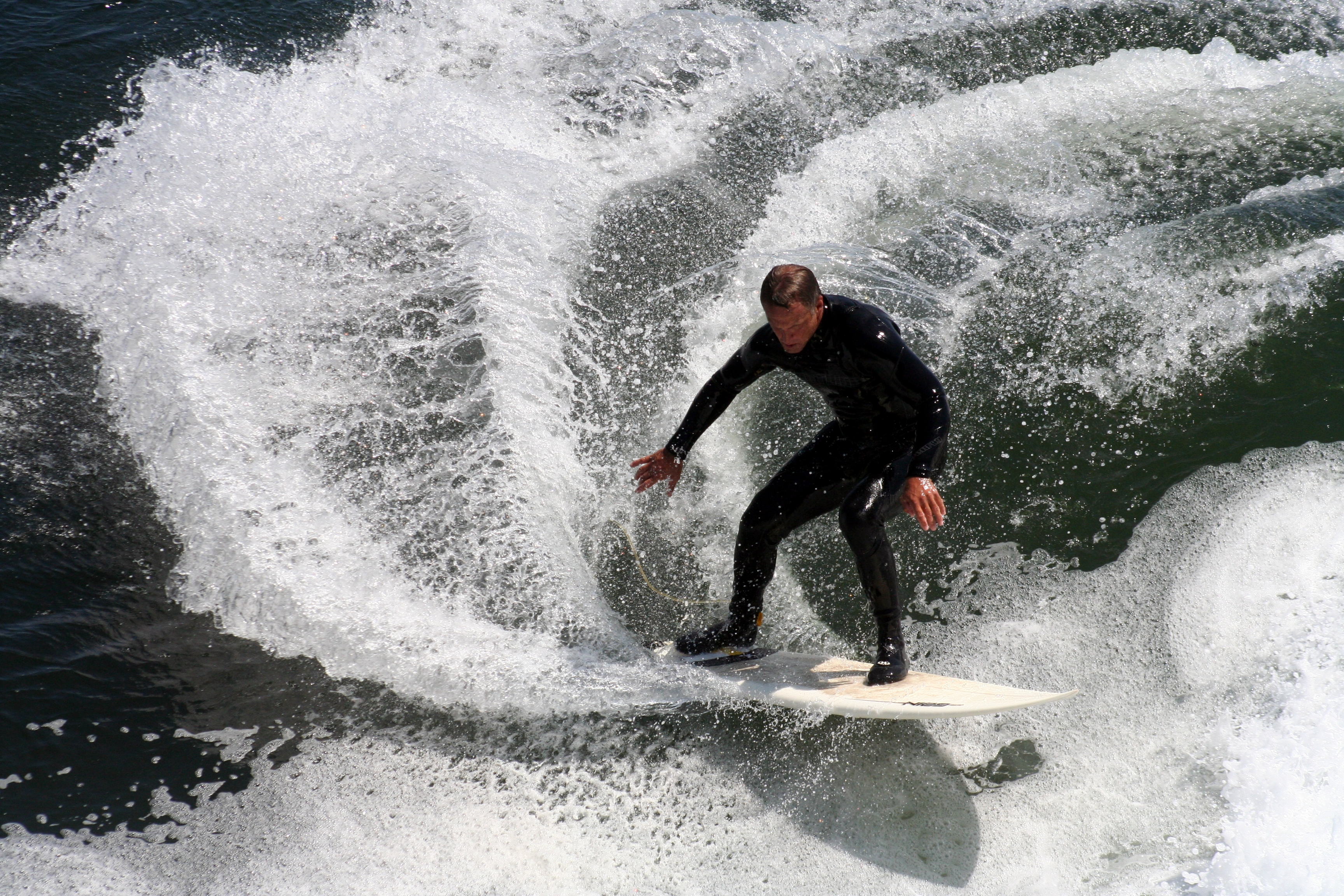
Сёрфер в Санта-Круз, Калифорния

Начало движения обычно относят к культуре сёрферов поздних 1970-х и ранних 1980-х, когда зародились такие бренды, как BlauGrun, Ocean Pacific, Hobie, Off Shore, Gotcha и Life's a Beach. Немаловажный вклад внёс производитель досок для сёрфинга Шон Стусси, начав продавать футболки, кепки и шорты с подписью, аналогичной подписи на сделанных им сёрфбордах. Изначально продавая товары в собственной машине, Шон Стусси быстро набрал популярность и его одежда уже продавалась в специализированных бутиках под брендом Stüssy.
Быстрый подъём Stüssy позволяет, по мнению редактора журнала «Complex» Боба Хандредса, сформулировать базовое определение streetwear: «Многогранность и разнообразие уличных субкультур, футболка в южнокалифорнийском стиле и часто ограниченный тираж изделий образуют две основные составляющие, которые создают понятие уличного стиля одежды: это футболка и эксклюзивность».

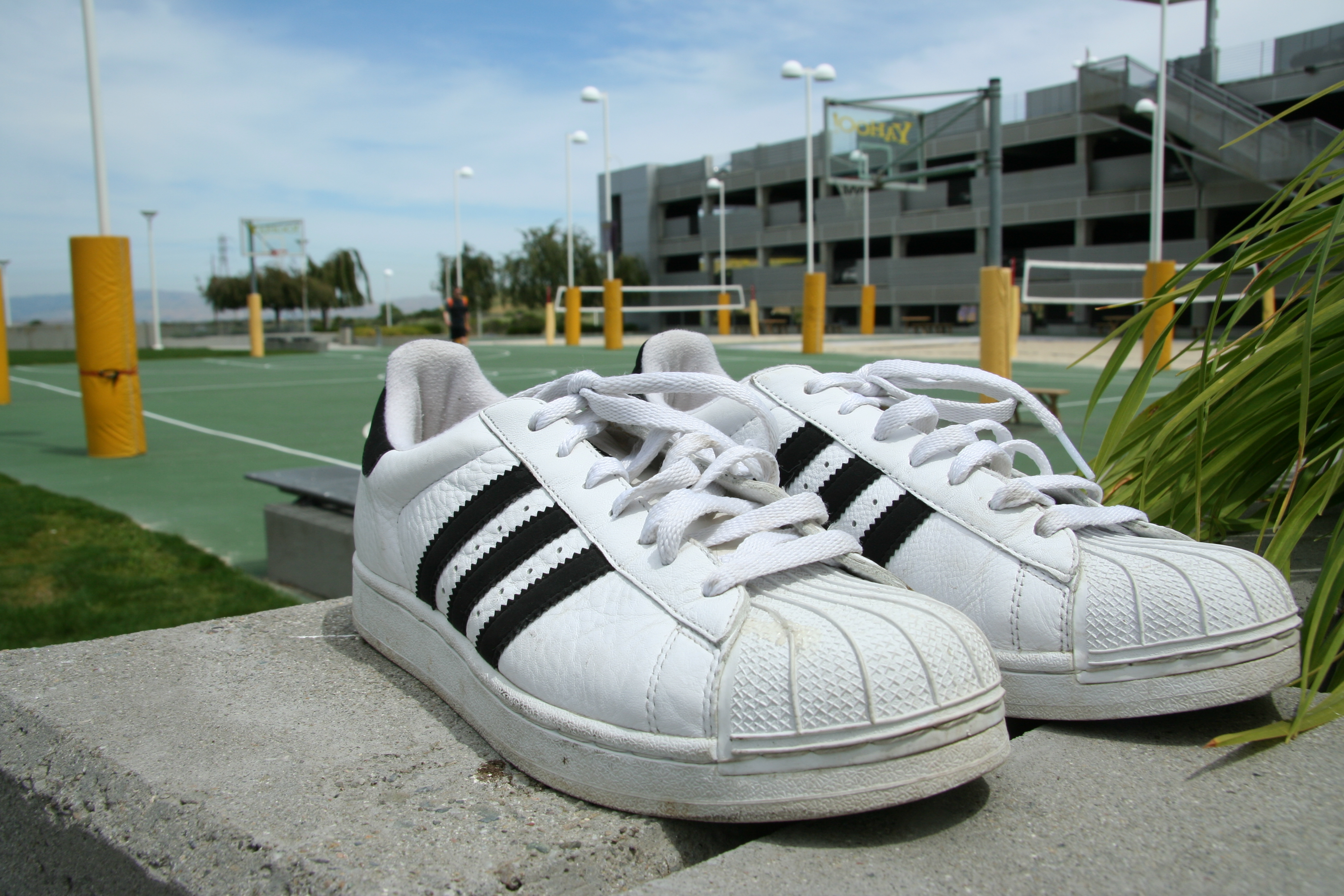
Кроссовки Adidas Superstar, выпускаемые с 1969 года

Ранние бренды streetwear вдохновлялись эстетикой субкультур DIY, панков, новой волной, движением хеви-метала, а позже и субкультурой хип-хопа. Спортивная одежда таких брендов Le Coq Sportif, Kangol и Adidas в ранних 1980-х стала набирать популярность благодаря использованию её появляющимися в тот момент рэперами.
В 1984 году бренд спортивной одежды Nike переманил к себе восходящую звезду баскетбола Майкла Джордана из фирмы-конкурента Adidas, что стало переворотным пунктом, сделавшим Nike доминирующей компанией-производителем городских кроссовок вплоть до начала 1980-х годов. Другие бренды одежды, такие как Champion, Carhartt и Timberland также стали часто ассоциироваться со streetwear, особенно благодаря рэперам восточного побережья, таким как Wu-Tang Clan и Mobb Deep, предпочитавшими спортивный стиль одежды.

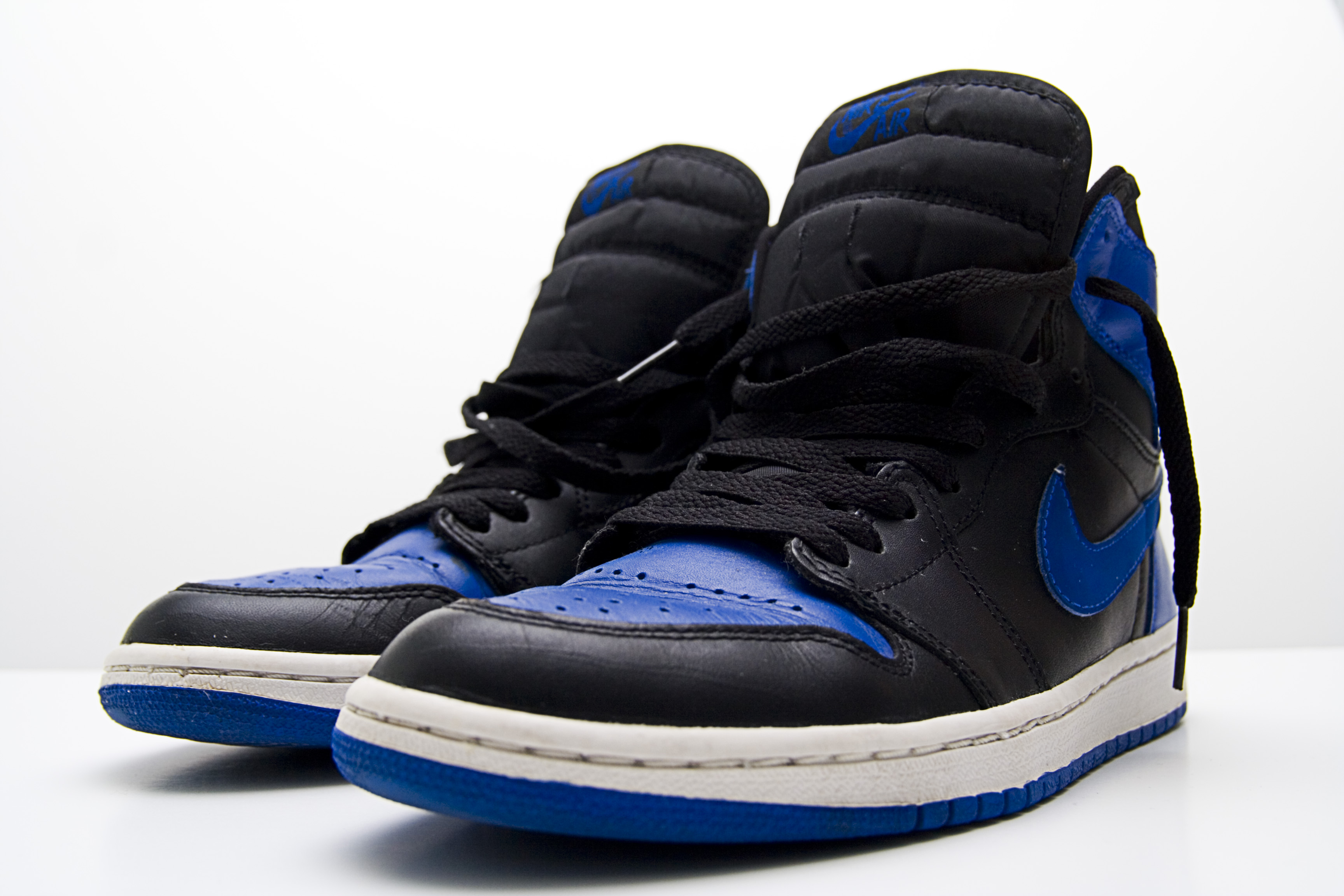
Модель Nike Air Jordan, созданная специально для Майкла Джордана

В середине и конце 1990-х годов бренды профессиональной спортивной одежды оказывали сильное влияние на streetwear, например, пользовались большим спросом кепки, куртки и футболки с символикой клубов Окленд Рэйдерс и Чикаго Буллз.
С появлением культуры «Bling-bling» в начале XXI века стали популярны изделия класса «люкс», такие бренды как Burberry, Gucci и Fendi начали появляться в хип-хоп клипах и на концертах. Самой популярной парой обуви того периода считается Nike Air Force One, рэпер Nelly даже посвятил им одноимённую песню.
Популярность streetwear также вдохновила некоторые звукозаписывающие студии на выпуск собственной одежды в сотрудничестве с музыкальными исполнителями. Рассел Симмонс из Def Jam запустил свой лейбл Phat Farm, Шон Комбс из Bad Boy вместе с Sean John, Jay-Z и Дэймон Даш из Roc-a-Fella Records запустили бренд Rocawear. Суперзвезда 50 Cent несколькими годами позже запустил G-Unit clothing label, с правами на кроссовки, принадлежащими Reebok.
В 2000-х годах становятся популярными обувь и элементы одежды из давних, классических коллекций популярных брендов. Появляются ценители, фанаты и коллекционеры streetwear. В 2004 году японский бренд уличной моды A Bathing Ape вышел на рынок США, введя в моду камуфляжные элементы одежды, часто используемые в дизайне A Bathing Ape.

## Современность

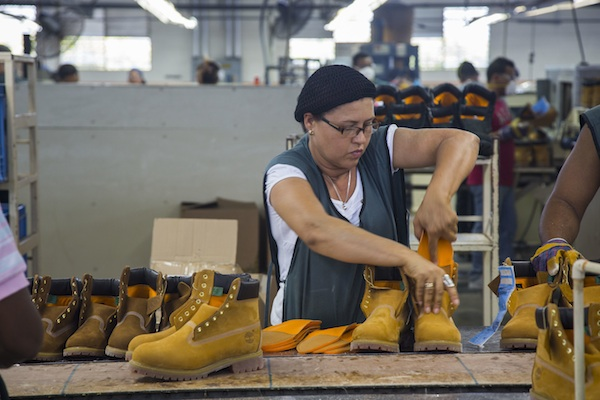
Ботинки Timberland во время сборки на фабрике

Повседневная спортивная одежда является трендом в моде, совмещая высокое и низкое, формальное и неформальное в одном образе. Акцент ставится на практичности и комфорте. Современные люди могут переходить из спортивного зала на шоппинг без смены одежды. Спортивные образы трансформировались в стритстайл, в такой одежде теперь важна не только функциональность. Вместо этого, популярная одежда становится всё более многогранной, позволяя людям выглядеть модно и в спортивной одежде. Примерами такой одежды являются: худи, бомберы, теннисные юбки, джоггеры, лосины и кроссовки. Современная мода на спортивную одежду может считаться возрождением хип-хоп стиля 1990-х, в котором также применялись бомберы и бейсболки.
Современный стритстайл обычно вдохновляется изгибами и тонкими атлетическими линиями. На ранних стадиях спортивной моды, женственность выражалась через более тонкие, «чистые» линии и миниатюрные силуэты. Позднее, спортивная одежда стала эволюционировать, ткани из современных материалов (техвир) совмещаются с классическим дизайном. В общем, свободные силуэты, чистые линии, небольшие украшения и общая утончённость по-прежнему находятся в тренде.

### Спортивная одежда класса «люкс»

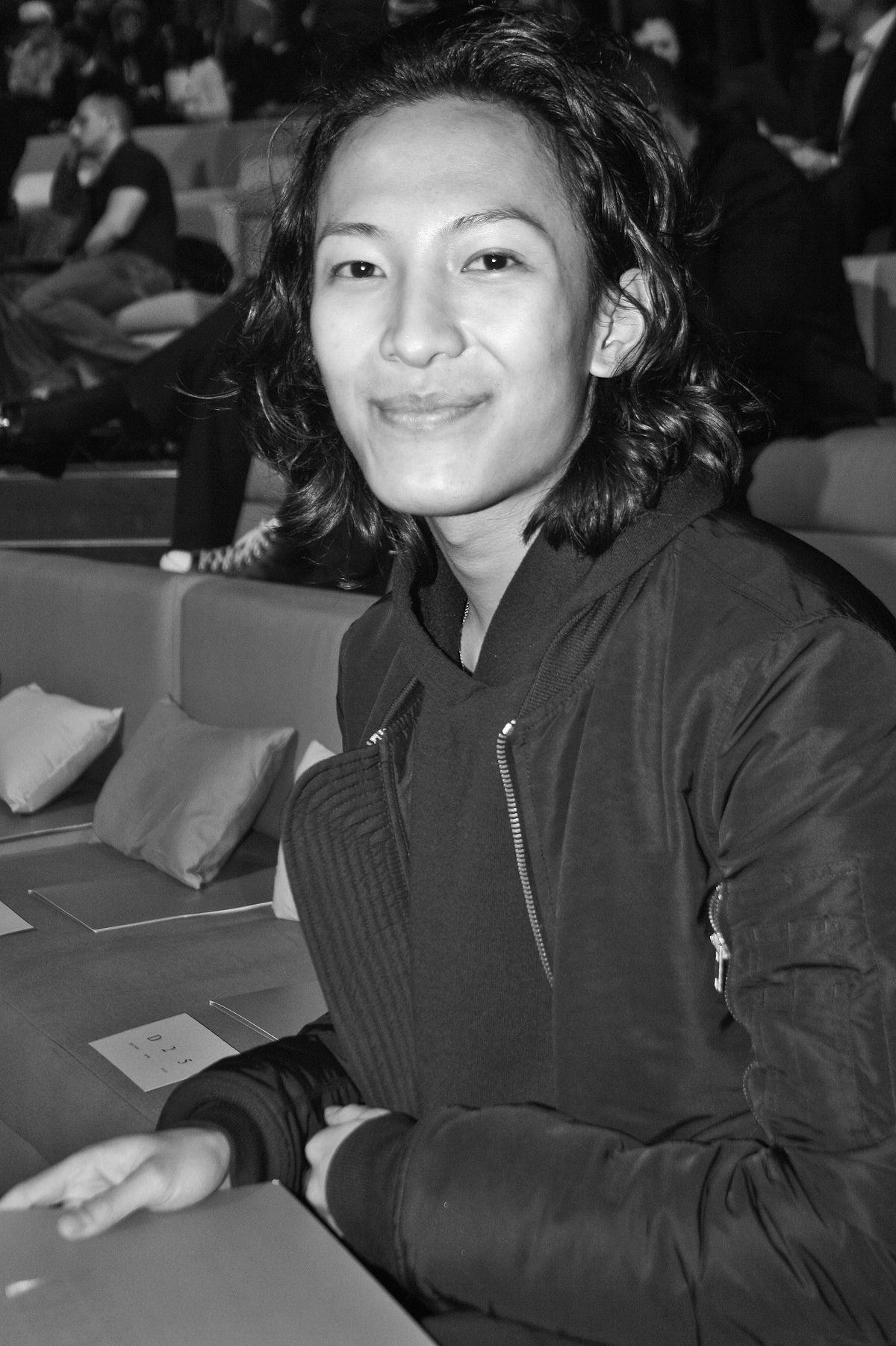
Александр Ван разработал «элитную спортивную одежду» по своим брендом

Постепенное угасание интереса к формальной одежде привело к расцвету streetwear. Элитные бренды постепенно начинают производить спортивную одежду. Например, дизайнер Александр Ван, Gucci и DKNY. В этой «роскошной спортивной одежде» применяются дорогие ткани, для создания особого эффекта спортивного силуэта. Это, например, шёлк, органза, атлас, кожа, неопрен и креп. Такие типы тканей позволяют экспериментировать, не отставая от духа и трендов сезона. Два слова, «люкс» и «минимализм», были впервые связаны вместе в модной спортивной одежде, чтобы подчеркнуть свежий спортивный образ чистыми линиями и атлетическими пропорциями. Комбинация спортивных штанов и бейсбольных шорт для мужчин, и юбка-карандаш  с бомбером для женщин — это примеры новых трендов.

### Сезонная спортивная одежда
Streetwear также меняется с изменением времён года. Например, с понижением температуры, объёмы силуэтов становятся шире. Такие материалы как мех, бархат, шерсть и кожа часто встречаются в зимней и осенней одежде. 
Типичный зимний образ  может состоять из объёмной толстовки с сатиновыми боксёрскими шортами для мужчины и бомбера, надетого поверх непринуждённого платья для женщины. 
Летняя спортивная одежда выглядит гораздо проще. Летний женский образ может состоять из лёгких топов, гладких платьев и спортивных шорт.